# Novo Basquete Brasil de 2015–16
O Novo Basquete Brasil de 2015–16 foi uma competição brasileira de basquete organizada pela Liga Nacional de Basquete. Esta foi a 8.ª edição do campeonato organizado pela LNB, com a chancela da Confederação Brasileira de Basketball, por isso também é chamado de NBB8. O NBB garante vagas para os torneios internacionais, como a Liga das Américas, e a Liga Sul-Americana de Basquete. Teve seu início no mês de outubro de 2015 a final disputada no dia de 11 de junho de 2016. Pela quarta vez consecutiva, o vencedor foi o Flamengo, após bater novamente o Bauru por 3 a 2 na série melhor de cinco partidas. Na 5ª e decisiva partida da final, o Flamengo venceu por 34 pontos de diferença, o que representa a maior diferença de pontos em qualquer partida de final de NBB.

## Regulamento
A fórmula de disputa do campeonato segue a mesma da temporada anterior. Os 12 melhores colocados na fase de classificação avançarão às Finais, que seguirá disputada a partir das oitavas de final em playoffs, com os 4 melhores classificados diretamente para as quartas de final, sempre em uma melhor de cinco jogos, inclusive a série Final. Para esta temporada, o formato das séries de playoff também sofreu uma alteração e os confrontos de mata-mata serão disputados no modelo 1-2-1-1, com os Jogos 2, 3 e 5 sendo realizados na casa da equipe de melhor campanha na fase de classificação. Também não haverá rebaixamento nessa edição, pois a competição conta com 15 equipes e os organizadores querem que o número de times chegue a 16 na próxima temporada, o que ocorrerá com o acesso do campeão da Liga Ouro de 2016. Nesta temporada 2015/2016, a final voltará a ser disputada em uma série melhor de cinco jogos.

## Participantes
| Equipe            | Cidade              | Estado | Em 2014-15               | Ginásio                       | Capacidade   | Títulos do NBB                         |
| ----------------- | ------------------- | ------ | ------------------------ | ----------------------------- | ------------ | -------------------------------------- |
| Basquete Cearense | Fortaleza           | CE     | 14.º (NBB 2014-15)       | Paulo Sarasate                | 8 822        | 0 (não possui)                         |
| Bauru             | Bauru               | SP     | 2.º (NBB 2014-15)        | Panela de Pressão             | 2 000        | 0 (não possui)                         |
| Caxias do Sul     | Caxias do Sul       | RS     | 1.º (Liga Ouro 2015)     | Vasco da Gama                 | 1 000        | 0 (não possui)                         |
| Flamengo          | Rio de Janeiro      | RJ     | 1.º (NBB 2014-15)        | Tijuca Tênis Clube HSBC Arena | 2 000 18 000 | 4 (2008-09, 2012-13, 2013-14, 2014-15) |
| Franca            | Franca              | SP     | 5.º (NBB 2014-15)        | Pedrocão                      | 6 000        | 0 (não possui)                         |
| Liga Sorocabana   | Sorocaba            | SP     | 16.º (NBB 2014-15) [LSB] | Gualberto Moreira             | 3 000        | 0 (não possui)                         |
| Lobos Brasília    | Brasília            | DF     | 6.º (NBB 2014-15)        | ASCEB Nilson Nelson           | 1 100 11 397 | 3 (2009-10, 2010-11, 2011-12)          |
| Macaé             | Macaé               | RJ     | 8.º (NBB 2014-15)        | TC Macaé                      | 2 000        | 0 (não possui)                         |
| Minas             | Belo Horizonte      | MG     | 9.º (NBB 2014-15)        | Arena Vivo                    | 4 000        | 0 (não possui)                         |
| Mogi das Cruzes   | Mogi das Cruzes     | SP     | 4.º (NBB 2014-15)        | Hugo Ramos                    | 5 000        | 0 (não possui)                         |
| Paulistano        | São Paulo           | SP     | 10.º (NBB 2014-15)       | Antônio Prado Júnior          | 1 280        | 0 (não possui)                         |
| Pinheiros         | São Paulo           | SP     | 11.º (NBB 2014-15)       | Henrique Villaboim            | 850          | 0 (não possui)                         |
| Rio Claro         | Rio Claro           | SP     | 15.º (NBB 2014-15)       | Felipe Karan                  | 2 200        | 0 (não possui)                         |
| São José          | São José dos Campos | SP     | 7.º (NBB 2014-15)        | Linneu de Moura               | 1 600        | 0 (não possui)                         |
| Universo/Vitória  | Salvador            | BA     | 13.º (NBB 2014-15) [UBE] | Ginásio Cajazeiras            | 2 060        | 0 (não possui)                         |

Notas
- LSB. ^  A Liga Sorocabana teria sido rebaixada para a Liga Ouro de Basquete de 2016. Mas o Palmeiras pediu o afastamento do NBB, com isso a LSB ainda segue na disputa. [4]

- UBE. ^  Devido a problemas financeiros, o Universo, mantenedor do Unitri/Uberlândia, encerrou o projeto na cidade mineira e mudou a franquia para Salvador, na Bahia. [5]

## Primeira fase

### Classificação
| Pos | Times             | %    | Pts | J  | V  | D  | PF   | PS   | SP   | Classificação ou rebaixamento  |
| --- | ----------------- | ---- | --- | -- | -- | -- | ---- | ---- | ---- | ------------------------------ |
| 1   | Flamengo          | 82,1 | 51  | 28 | 23 | 5  | 2362 | 1973 | 389  | Classificado para a Fase final |
| 2   | Bauru             | 75,0 | 49  | 28 | 21 | 7  | 2416 | 2131 | 285  | Classificado para a Fase final |
| 3   | Paulistano        | 71,4 | 48  | 28 | 20 | 8  | 2254 | 2060 | 194  | Classificado para a Fase final |
| 4   | Basquete Cearense | 67,9 | 47  | 28 | 19 | 9  | 2230 | 2064 | 166  | Classificado para a Fase final |
| 5   | Mogi das Cruzes   | 67,9 | 47  | 28 | 19 | 9  | 2292 | 2192 | 100  | Classificado para os Playoffs  |
| 6   | Lobos Brasília    | 64,3 | 46  | 28 | 18 | 10 | 2414 | 2277 | 137  | Classificado para os Playoffs  |
| 7   | Pinheiros         | 50,0 | 42  | 28 | 14 | 14 | 2294 | 2236 | 58   | Classificado para os Playoffs  |
| 8   | Rio Claro         | 46,4 | 41  | 28 | 13 | 15 | 2060 | 2059 | 1    | Classificado para os Playoffs  |
| 9   | Franca            | 46,4 | 41  | 28 | 13 | 15 | 2156 | 2278 | -122 | Classificado para os Playoffs  |
| 10  | Minas             | 42,9 | 40  | 28 | 12 | 16 | 2047 | 2094 | -47  | Classificado para os Playoffs  |
| 11  | Caxias do Sul     | 32,1 | 37  | 28 | 9  | 19 | 1971 | 2174 | -203 | Classificado para os Playoffs  |
| 12  | Universo/Vitória  | 28,6 | 36  | 28 | 8  | 20 | 2009 | 2265 | -256 | Classificado para os Playoffs  |
| 13  | Liga Sorocabana   | 28,6 | 35  | 28 | 8  | 20 | 1921 | 2144 | -223 |                                |
| 14  | São José          | 25,0 | 35  | 28 | 7  | 21 | 2096 | 2314 | -218 |                                |
| 15  | Macaé             | 21,4 | 34  | 28 | 6  | 22 | 2105 | 2366 | -261 |                                |

### Confrontos
Para ler a tabela, a linha horizontal representa os jogos da equipe como mandante. A coluna vertical indica os jogos da equipe como visitante.
|                   | CEA     | BAU     | BRA    | CAX   | FLA   | FRA    | LSB   | MAC     | MIN   | MOG   | PAU   | PIN    | RCB    | SJO    | UNI/VIT |
| Basquete Cearense |         | 90-86   | 81-85  | 66-50 | 67-85 | 99-71  | 88-65 | 88-64   | 64-69 | 83-76 | 72-69 | 68-63  | 64-67  | 80-91  | 90-65   |
| Bauru             | 82-66   |         | 94-92  | 78-51 | 77-73 | 103-78 | 90-71 | 88-64   | 94-81 | 90-74 | 78-63 | 71-79  | 82-69  | 104-74 | 94-68   |
| Brasília          | 82-95   | 111-114 |        | 90-79 | 85-94 | 94-106 | 94-73 | 107-104 | 72-59 | 91-79 | 81-69 | 90-70  | 66-68  | 83-73  | 81-67   |
| Caxias do Sul     | 62-71   | 83-84   | 82-91  |       | 80-97 | 90-78  | 78-69 | 81-66   | 48-75 | 81-89 | 70-83 | 79-72  | 67-65  | 65-73  | 72-76   |
| Flamengo          | 66-67   | 85-69   | 73-75  | 93-51 |       | 83-73  | 69-54 | 96-66   | 76-65 | 79-77 | 75-65 | 79-83  | 102-70 | 94-77  | 101-53  |
| Franca            | 78-106  | 68-90   | 71-79  | 86-82 | 65-89 |        | 95-89 | 77-73   | 80-79 | 88-90 | 79-88 | 70-84  | 64-70  | 91-79  | 76-78   |
| Liga Sorocabana   | 70-78   | 84-80   | 73-93  | 61-74 | 68-76 | 0-20   |       | 86-72   | 58-61 | 82-91 | 65-81 | 63-80  | 65-56  | 78-66  | 71-69   |
| Macaé             | 69-79   | 68-101  | 77-99  | 71-62 | 62-92 | 74-89  | 83-90 |         | 60-74 | 70-82 | 75-84 | 101-97 | 84-80  | 79-63  | 88-79   |
| Minas             | 61-75   | 67-83   | 107-95 | 77-67 | 74-81 | 75-85  | 57-70 | 90-81   |       | 74-71 | 76-82 | 70-83  | 77-72  | 91-84  | 79-83   |
| Mogi              | 78-73   | 85-79   | 78-75  | 83-52 | 85-88 | 93-78  | 93-84 | 88-79   | 71-64 |       | 80-83 | 86-83  | 68-63  | 82-70  | 84-77   |
| Paulistano        | 108-101 | 80-77   | 75-81  | 87-60 | 67-60 | 79-84  | 84-51 | 84-82   | 82-50 | 84-75 |       | 101-77 | 70-73  | 89-77  | 77-63   |
| Pinheiros         | 93-81   | 88-100  | 68-93  | 74-89 | 75-81 | 87-91  | 73-59 | 92-87   | 75-63 | 79-81 | 80-84 |        | 90-96  | 104-65 | 75-60   |
| Rio Claro         | 68-77   | 63-72   | 84-69  | 74-75 | 73-91 | 83-55  | 82-67 | 62-61   | 67-77 | 98-84 | 67-74 | 76-77  |        | 67-63  | 86-63   |
| São José          | 81-90   | 60-62   | 81-87  | 71-76 | 80-88 | 70-82  | 88-81 | 70-71   | 59-89 | 81-86 | 83-77 | 74-95  | 88-82  |        | 87-81   |
| Universo/Vitória  | 60-71   | 96-94   | 83-73  | 74-65 | 70-96 | 72-78  | 73-74 | 86-74   | 76-66 | 64-83 | 68-85 | 78-98  | 67-79  | 60-68  |         |

## Playoffs
Negrito – Vencedor das séries
Itálico – Time com vantagem de mando de quadra

### Confrontos
|  | Oitavas de final (Melhor de 5) | Oitavas de final (Melhor de 5) | Oitavas de final (Melhor de 5) |  |  | Quartas de final (Melhor de 5) | Quartas de final (Melhor de 5) | Quartas de final (Melhor de 5) |   |   | Semifinais (Melhor de 5) | Semifinais (Melhor de 5) | Semifinais (Melhor de 5) |  |  | Final (Melhor de 5) | Final (Melhor de 5) | Final (Melhor de 5) |
|  |                                |                                |                                |  |  |                                |                                |                                |   |   |                          |                          |                          |  |  |                     |                     |                     |
|  |                                |                                |                                |  |  |                                |                                |                                |   |   |                          |                          |                          |  |  |                     |                     |                     |
|  |                                |                                |                                |  |  | 1                              | Flamengo                       | 3                              |   |   |                          |                          |                          |  |  |                     |                     |                     |
|  | 8                              | Rio Claro                      | 3                              |  |  | 8                              | Rio Claro                      | 0                              |   |   |                          |                          |                          |  |  |                     |                     |                     |
|  | 9                              | Franca                         | 2                              |  |  |                                |                                |                                |   | 1 | Flamengo                 | 3                        |                          |  |  |                     |                     |                     |
|  |                                |                                |                                |  |  |                                | 5                              | Mogi das Cruzes                | 2 |   |                          |                          |                          |  |  |                     |                     |                     |
|  |                                |                                |                                |  |  | 4                              | Basquete Cearense              | 1                              |   |   |                          |                          |                          |  |  |                     |                     |                     |
|  | 5                              | Mogi das Cruzes                | 3                              |  |  | 5                              | Mogi das Cruzes                | 3                              |   |   |                          |                          |                          |  |  |                     |                     |                     |
|  | 12                             | Universo/Vitória               | 0                              |  |  |                                |                                |                                |   |   | 1                        | Flamengo                 | 3                        |  |  |                     |                     |                     |
|  |                                |                                |                                |  |  |                                | 2                              | Bauru                          | 2 |   |                          |                          |                          |  |  |                     |                     |                     |
|  |                                |                                |                                |  |  | 2                              | Bauru                          | 3                              |   |   |                          |                          |                          |  |  |                     |                     |                     |
|  | 7                              | Pinheiros                      | 3                              |  |  | 7                              | Pinheiros                      | 1                              |   |   |                          |                          |                          |  |  |                     |                     |                     |
|  | 10                             | Minas                          | 2                              |  |  |                                |                                |                                |   | 2 | Bauru                    | 3                        |                          |  |  |                     |                     |                     |
|  |                                |                                |                                |  |  |                                | 6                              | Lobos Brasília                 | 0 |   |                          |                          |                          |  |  |                     |                     |                     |
|  |                                |                                |                                |  |  | 3                              | Paulistano                     | 1                              |   |   |                          |                          |                          |  |  |                     |                     |                     |
|  | 6                              | Lobos Brasília                 | 3                              |  |  | 6                              | Lobos Brasília                 | 3                              |   |   |                          |                          |                          |  |  |                     |                     |                     |
|  | 11                             | Caxias do Sul                  | 1                              |  |  |                                |                                |                                |   |   |                          |                          |                          |  |  |                     |                     |                     |

#### Oitavas de final
| Time 1          | Séries | Time 2           | 1º Jogo | 2º Jogo | 3º Jogo | 4º Jogo | 5º Jogo |
| --------------- | ------ | ---------------- | ------- | ------- | ------- | ------- | ------- |
| Mogi das Cruzes | 3–0    | Universo/Vitória | 74–72   | 81–67   | 81–58   | –       | –       |
| Lobos Brasília  | 3–1    | Caxias do Sul    | 78–101  | 95–67   | 93–73   | 86–80   | –       |
| Pinheiros       | 3–2    | Minas            | 79–83   | 70–77   | 70–67   | 85–67   | 74–66   |
| Rio Claro       | 3–2    | Franca           | 85–87   | 89–79   | 81–62   | 60–88   | 74–64   |

#### Quartas de final
| Time 1            | Séries | Time 2          | 1º Jogo | 2º Jogo | 3º Jogo | 4º Jogo | 5º Jogo |
| ----------------- | ------ | --------------- | ------- | ------- | ------- | ------- | ------- |
| Flamengo          | 3–0    | Rio Claro       | 88–79   | 93-73   | 93–82   | –       | –       |
| Bauru             | 3–1    | Pinheiros       | 95–85   | 109–83  | 88–92   | 89–86   | –       |
| Paulistano        | 1–3    | Lobos Brasília  | 83–88   | 99–78   | 88–100  | 78–83   | –       |
| Basquete Cearense | 1–3    | Mogi das Cruzes | 64–67   | 76–55   | 63–64   | 80–95   | –       |

#### Semifinais
| Time 1   | Séries | Time 2          | 1º Jogo | 2º Jogo | 3º Jogo | 4º Jogo | 5º Jogo |
| -------- | ------ | --------------- | ------- | ------- | ------- | ------- | ------- |
| Flamengo | 3–2    | Mogi das Cruzes | 81–86   | 81–71   | 77–83   | 93–91   | 79-75   |
| Bauru    | 3–0    | Lobos Brasília  | 89–72   | 100–80  | 85–79   | –       | –       |

#### Final
| Time 1   | Séries | Time 2 | 1º Jogo | 2º Jogo | 3º Jogo | 4º Jogo | 5º Jogo |
| -------- | ------ | ------ | ------- | ------- | ------- | ------- | ------- |
| Flamengo | 3–2    | Bauru  | 83–77   | 80–85   | 89–84   | 81–94   | 100–66  |

## Premiação
| Novo Basquete Brasil 2015-16            |
| --------------------------------------- |
| Flamengo Campeão (6° título Brasileiro) |

## Estatísticas do campeonato
Atualizado em: 23 de dezembro de 2015

### Líderes em estatísticas individuais (por média)
| Categoria             | Jogador    | Time            | Estatísticas/Pontos |
| --------------------- | ---------- | --------------- | ------------------- |
| Pontos por jogo       | Neto       | Liga Sorocabana | 19,11               |
| Rebotes por jogo      | Teichmann  | Rio Claro       | 8,06                |
| Assistências por jogo | Fúlvio     | Lobos Brasília  | 7,31                |
| Roubos por jogo       | Neto       | Liga Sorocabana | 2,39                |
| Tocos por jogo        | Mathias    | Franca          | 1,57                |
| Minutos por jogo      | Neto       | Liga Sorocabana | 34,73               |
| Eficiência por jogo   | Giovannoni | Lobos Brasília  | 17,72               |

Fonte: Estatísticas – NBB

### Recordes por jogo
| Categoria            | Jogador            | Time              | Melhor Marca |
| -------------------- | ------------------ | ----------------- | ------------ |
| Pontos               | Giovannoni         | Lobos Brasília    | 37           |
| Rebotes              | Mathias            | Franca            | 17           |
| Assistências         | Fúlvio             | Lobos Brasília    | 17           |
| Roubos               | Jason Smith        | Universo/Vitória  | 8            |
| Tocos                | Léo Waszkiewicz    | Basquete Cearense | 5            |
| Tocos                | Mathias            | Franca            | 5            |
| Tocos                | Lucas Mariano      | Mogi das Cruzes   | 5            |
| Bolas de dois pontos | JP Batista         | Flamengo          | 12           |
| Bolas de dois pontos | Giovannoni         | Lobos Brasília    | 12           |
| Bolas de dois pontos | Caio Torres        | Paulistano        | 12           |
| Bolas de três pontos | Jefferson William  | Bauru             | 7            |
| Bolas de três pontos | Gui Deodato        | Rio Claro         | 7            |
| Bolas de três pontos | Deryk (2 partidas) | Lobos Brasília    | 7            |